# Transports dans l'Eure
Les transports dans le département français de l'Eure sont en partie concentrés autour de l'axe majeur formé par la vallée de la Seine, qui concentre autoroute à 2x3 voies, ligne ferroviaire électrifiée à double voire quadruple voie, et voie navigable majeure, alors que la préfecture du département, Évreux, n'est pas directement desservie par une autoroute. Un autre trait marquant des transports dans ce département est l'attraction forte de l'Île-de-France et de Paris au sud-est : quatre lignes ferroviaires rayonnant de la capitale traversent le département, mais seules deux d'entre elles sont reliées par une voie ferrée transversale.
Les transports terrestres du département de l'Eure sont connectés avec ses six départements voisins : Orne, Calvados, Eure-et-Loir, Val-d'Oise, Yvelines et Oise.

## Vue synthétique des réseaux de transports
Les quatre réseaux de l'Eure (ferroviaire, routier, fluvial et aérien) permettent d'utiliser différents moyens de transport (train, car, covoiturage, vélopartage, bac, avion).
La distance moyenne parcourue domicile ↔ travail est de 19 km pour la voiture, de 45 km pour le bus et 52 km pour le train.

## Transport routier

### Infrastructures routières

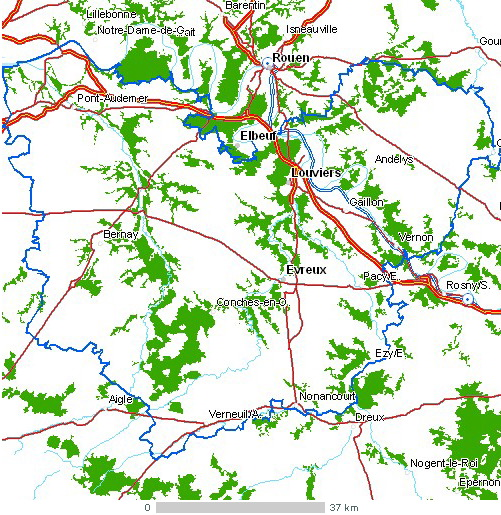
Carte de réseau routier

Le département de l'Eure compte actuellement quatre autoroutes, six routes nationales (dont une aménagée presque entièrement en voie rapide et trois ayant une longueur très faible dans le département) et des dizaines de routes départementales et voies communales.

#### Autoroutes
Les quatre autoroutes qui traversent sur 182 km le département de l'Eure (A13, A28, A131, A154) sont gratuites ou payantes selon qu'elles sont exploitées par la collectivité publique ou par des compagnies privées : SAPN (société des autoroutes Paris-Normandie) ou Alis.
Le tableau suivant donne leurs caractéristiques (nombre d'échangeurs, longueur et communes euroises desservies) :

#### Routes nationales
Le département compte actuellement six routes nationales : la route nationale 12 qui relie Paris à la Bretagne en traversant Nonancourt et Verneuil-sur-Avre à l'extrême sud du département, la route nationale 13 qui relie l'A13 à Évreux, la route nationale 31 (qui ne compte que quelques centaines de mètres dans le département), la route nationale 154 qui relie Rouen à Orléans par Louviers, Évreux et Nonancourt, et les courtes route nationale 182 (pont de Tancarville) et route nationale 1013 (prélude d'un contournement d'Évreux). Les autres anciennes routes nationales ont été déclassées en routes départementales et sont gérées par le département,.
Les 111 km des dernières routes nationales de l'Eure sont gérées par le district d’Évreux et le district de Dreux de la direction interdépartementale des Routes Nord-Ouest (DIRNO) dont le siège est situé à Rouen et rattaché au préfet de région. Le district d’Évreux regroupe le département de l'Eure et de l'Orne .

#### Routes départementales
La région Normandie aide au financement de la construction des routes départementales puis l'entretien revient entièrement à la charge du Département de l’Eure (30 millions €/an pour les 4 351 km de routes départementales et les 400 fonctionnaires territoriaux chargés des routes en 2006) : 
- 342 appartiennent à la « Direction des routes et des transports » qui appartient à la « Délégation aux investissements ».
- 23 appartiennent à la « Direction du développement économique et de l'aménagement du territoire » qui appartient à la « Délégation au développement durable ».

Le département de l'Eure a classé onze départementales « structurantes » de première catégorie,: D 1, D 27, D 39, D 83, D 313, D 321, D 438, D 613, D 675, D 834, D 840.
La route des Chaumières est la seule route touristique de l'Eure.
L'État a conservé quatre routes nationales en 2006 en les transférant de la DDE (directions départementales de l'équipement) à la DIRNO (Direction interdépartementale des Routes Nord-Ouest, siégeant à Rouen : 
12, 13, 154 et la 1013. L'État a transféré les trente restantes au département : la N 13bis est devenue la D 6015, et ainsi de suite pour les N 14, N 14bis, N 15, N 24bis, N 26, N 30, N 31, N 138, N 155, N 175, N 178, N 180, N 181, N 182, N 182a, N 312, N 313, N 316, N 321, N 810, N 815, N 819, N 830, N 833, N 834, N 836, N 839, N 840 et N 841.

#### Routes communales
L'Eure est équipé de 8 893 km de routes communales.[réf. nécessaire]

### Transport collectif de voyageurs
Depuis le 1er janvier 2020, le transport routier collectif de voyageurs est organisé par la région Normandie. Celle-ci organise dans le département 28 lignes régulières sous la marque régionale Nomad.
Le réseau de transport interurbain par autocars est complété par les réseaux de bus urbain de communes ou d'agglomérations du département (voir ci-dessous)

#### Avant 2020

Carte des réseaux de transports en commun interurbains en 2014.

Le département de l'Eure est desservi par des lignes régionales et départementales :
- vSix lignes sont subventionnées par la Région et exploitées en délégation par les autocaristes VTNI : 
  - Une ligne de car TER au tarif SNCF : Verneuil-sur-Avre ↔ Dreux ;
  - Trois lignes de car « Bus Région » au tarif unique de 4 € : Dieppe ↔ Gisors, Rouen ↔ Pont-Audemer et Rouen ↔ Évreux ↔ Verneuil-sur-Avre ;

- La ligne No 14 Rouen ↔ Pont-Audemer[13] fait partie des quatre lignes Bus Région. Elle est exploitée par VTNI et dessert Rouen, Bourg-Achard, Pont-Audemer.

Le département de l’Eure finance 35 millions €/an le réseau de car Eurois de 400 autocars qui assurent 31 lignes régulières et 750 lignes scolaires. Le trajet est tarifié au prix unique de 2 € quelle que soit la distance ;
Le département de l’Eure finance 100 000 € la reconduction des contrats AMO (assistance à maîtrise d’ouvrage) pour les lignes régulières des transports collectifs du schéma des mobilités.
La ligne Express No 900 Pont-Audemer ↔ Beuzeville ↔ Le Havre est géré par le département de l’Eure.
Certaines lignes sont organisées par les régions ou départements voisins :
Île-de-France :
- La ligne No 27.01 Gisors ↔ Cergy-Pontoise[16] de la compagnie Vexin est financée par la Région Île-de-France ;
- La ligne No 3 du réseau STIF Vernon ↔  Poissy dessert PSA Peugeot ; cette ligne est financée en partie par l'entreprise PSA ;
- La ligne No 14 du réseau STIF Vernon ↔ Suresnes dessert l'entreprise SNECMA à Vernon.

Calvados :
- La ligne No 20 Caen ↔ Honfleur ↔ La Rivière-Saint-Sauveur ↔ le Havre[17] de la compagnie Bus Verts est financée en partie par le Département du Calvados et par la région Normandie ;
- La ligne No 50 Lisieux ↔ Pont-Audemer ↔ Honfleur ↔ La Rivière-Saint-Sauveur ↔ le Havre[18].

Orne : 
- La ligne marché No 62 M Saint-Maurice-lès-Charencey ↔ Chennebrun ↔ L'Aigle[19],[20] de la compagnie Cap'Orne est financée par le Département de l'Orne.

Oise : 
- La ligne No 38 Gisors ↔ Beauvais[21] de la compagnie « Atriom du Beauvaisis » est financée par le Département de l'Oise.

Eure-et-Loir : 
- La ligne No 28 La Chaussée-d'Ivry ↔ Ézy-sur-Eure ↔ Dreux[22] de la compagnie Transbeauce est financée par la Région Île-de-France ;
- La ligne No 87A Ézy-sur-Eure ↔ Houdan[23] de la compagnie Transbeauce est financée par la Région Île-de-France ;
- La ligne No 6 Verneuil-sur-Avre ↔ Nonancourt ↔ Dreux[24] de la compagnie Transbeauce est financée par le département d'Eure-et-Loir.

Le conseil général de l'Eure gère sept organismes de transport en commun qui parcourent des milliers de kilomètres chaque année : 
- Grand Rouen : 136 000 km ;
- Car Jacquemard : 2 792 000 km ;
- Keolis Eure : 4 410 000 km ;
- Corneville : 1 800 000 km ;
- TVS (transports du Val de Seine)[26] : 1 285 000 km ;
- Elbeuf : 847 000 km ;
- Alençon : 40 000 km.

### Autopartage - covoiturage - taxi
Des sites internet proposent la location de voitures entre particuliers (Buzzcar, CitizenCar, Deways, Drivy, Livop et OuiCar) ou par des agences de location de voiture (Europcar, Avis, Rent A Car, Hertz, Sixt, Ada, Car’go, CNB Location, Opel Rent, Renault Rent).

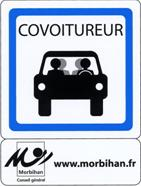
Panneau de signalisation de covoiturage.

L'Eure ne possède pas de voie réservée aux véhicules à occupation multiple (voie de covoiturage) reliant ses 7 aires de covoiturage et parking relais avec accès PMR (personnes à mobilité réduite) : 
- RD 321 à Criquebeuf-sur-Seine (SAPN) : Aire de Criquebeuf-sur-Seine (65 places) ;
- RD 313 à Bourg-Achard (SAPN) : Aire du Roumois Nord (47 places + 2 places PMR) ;
- RD 675 à Beuzeville : Aire des Ifs (20 places + 1 place PMR) ;
- RD 316 à Saint-Aubin-sur-Gaillon : Aire des "Champs Chouette" (30 places + 1 place PMR) ;
- RD 316 / RD 75 à hauteur de Saint-Julien-de-la-Liègue : Aire des "Bruyères Capri" (11 places + 1 place PMR) ;
- RD 6015 à Gaillon : au croisement de la RD 316, côté golf de Gaillon (29 places + 1 place PMR + station de recharge électrique pour 4 véhicules) ;
- A13 à Douains à hauteur de la sortie  15 à 64 km : villes desservies Bonnières-sur-Seine, Pacy-sur-Eure et Évreux[31].

Le département de l'Eure gère le site « covoiturage27 » avec 850 inscriptions et 353 trajets dont 285 réguliers (fin 2012). L'état de circulation est consultable sur « inforoute27 » ou sur le site de la DIRNO (Direction interdépartementale des Routes Nord-Ouest) « inforoute-nordouest ».
Certaines communautés d'agglomération ont leur propre site internet destiné au covoiturage comme la communauté d'agglomération Seine-Eure.
Le département est maillé par plusieurs centaines de taxis. Pour ne citer qu'Évreux, une vingtaine de taxis desservent plusieurs stations.
Le parc eurois compte 295 493 véhicules et 42 769 VUL (Véhicules Utilitaires Légers).
Le parc automobile du conseil général de l'Eure compte 540 véhicules immatriculés dont 250 véhicules légers et parcourt 6,5 millions de km, notamment par la Direction des Routes et Transports (46 %) et la Délégation Sociale (22 %).

## Transport ferroviaire

### Historique

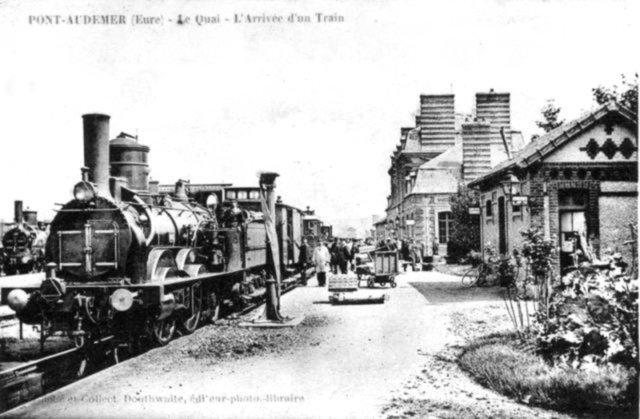
La gare de Pont-Audemer au début du XXe siècle. Elle est aujourd'hui fermée.

La ligne de Paris à Rouen est l'une des premières lignes ferroviaires ouvertes en France, en 1843. Le réseau d’intérêt général du département a principalement été développé dans la deuxième moitié du siècle par la Compagnie des chemins de fer de l'Ouest. À la fin du XIXe siècle, le chemin de fer d’intérêt général atteignait la plupart des villes et bourgs du département.
En revanche, l'Eure n'a développé qu'un maigre réseau chemins de fer d’intérêt local : seul le Chemin de fer de Cormeilles à Glos-Montfort et extensions, à écartement métrique, exista de 1902 à 1946.
La ligne de Paris-Saint-Lazare au Havre a toujours eu une place prépondérante dans le réseau ferroviaire, en raison de l'importance des trafics de passagers et fret de cet axe et de la présence à ses deux extrémités de la capitale et d'un des principaux ports de paquebots transatlantiques. Elle fut électrifiée en 1966, trente ans avant la ligne de Mantes-la-Jolie à Cherbourg desservant Évreux.
Profitant de cette électrification, deux dessertes TGV ont été expérimentées mais rapidement supprimées à cause d'un taux de remplissage inférieur à 20 %.
|    | Ligne             | Desserte | Période d'expérimentation                                       |
| 22 | Cherbourg ↔ Lille | Cherbourg, Caen, Lisieux, Evreux, Mantes-la-Jolie, Conflans Fin D’Oise, Roissy, Marne La Vallée, Gare de Lille-Flandres | Du 28 septembre 1997 au 26 juin 1998                            |
| 24 | Cherbourg ↔ Dijon | Cherbourg, Caen, Lisieux, Evreux, Mantes-la-Jolie, Conflans Fin D’Oise, Roissy, Marne La Vallée, Montbard, Dijon        | Du 5 juillet 2009 au 11 décembre 2010 (55 voyageurs quotidiens) |

|                                             |
| Le réseau ferroviaire à son apogée en 1930. |

|                                     |
| Le réseau ferroviaire de nos jours. |

|                                                    |
| Carte animée de l’évolution du réseau ferroviaire. |

### Situation actuelle

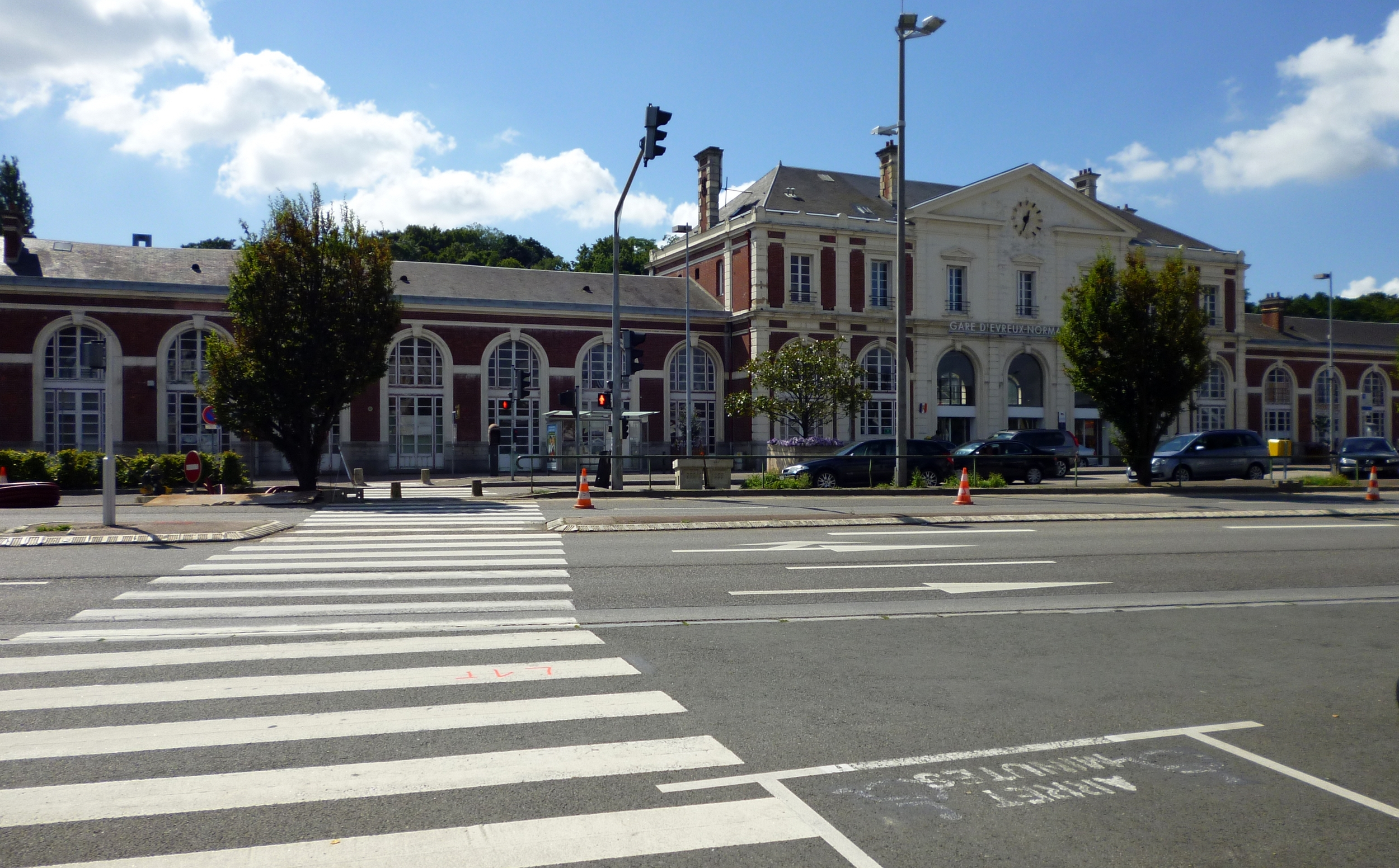
La gare d'Évreux.

Le département est parcouru par le réseau régional Nomad (TER Normandie). Depuis le transfert à la région Normandie des anciennes lignes Intercités Normandie, les gares du département sont exclusivement desservies par le réseau Nomad, et, pour les gares de Gisors et Vernon - Giverny, frontalières de l'Île-de-France, par Transilien (ligne J).
Les principales lignes ferroviaires du département sont :
- la ligne de Paris-Saint-Lazare au Havre, à double voie (et même quatre voies entre Vernon et Gaillon), électrifiée, parcourue à la fois par les trains Nomad « Krono + » (qui ne s'arrêtent pas dans le département) et « Citi », par quelques rares TGV (qui ne s'arrêtent pas dans le département) et par un trafic important de fret ;
- la ligne de Mantes-la-Jolie à Cherbourg, également à double voie électrifiée, sur laquelle circulent des trains Nomad « Krono + », « Krono », « Citi » et « Proxi » ; c'est sur cette ligne que se trouve la préfecture Évreux et la sous-préfecture Bernay ;
- la ligne de Saint-Cyr à Surdon, à double voie mais non-électrifiée dans le département, sur laquelle circulent des trains Nomad « Krono » ;
- la ligne de Saint-Denis à Dieppe, à double voie, électrifiée jusqu'à Gisors (trafic Transilien), non-électrifiée au-delà (trafic Nomad « Proxi »), qui sert d'itinéraire alternatif à la vallée de la Seine pour le trafic de fret ;
- la ligne de Serquigny à Oissel, seule liaison du département n'étant pas orientée en étoile autour de Paris (trafic Nomad « Krono » et « Proxi »).

Les autres lignes ferroviaires du département sont pour la plupart fermées voire déclassées ; un trafic ponctuel de fret subsiste sur certaines sections.
Les lignes de trains du département sont complétées par une ligne touristique CFVE (Chemin de fer de la vallée de l'Eure) entre Breuilpont ↔ Pacy-sur-Eure ↔ Houlbec-Cocherel ;
Le département compte 23 gares et haltes : 
- Deux gares avec une fréquentation entre un et deux millions de voyageurs en 2019[38] : Vernon - Giverny et Évreux-Normandie,
- Quatre gares avec une fréquentation annuelle entre 477 000 et 774 voyageurs en 2019[38] : Gisors, Gaillon-Aubevoye, Val-de-Reuil et Bernay
- 13 gares et haltes avec une fréquentation annuelle inférieure à 126 000 voyageurs en 2019[38] : Verneuil-sur-Avre, Bueil, Conches, Serquigny, Brionne, Beaumont-le-Roger, Nonancourt, Romilly-la-Puthenaye, Pont-de-l'Arche, La Bonneville-sur-Iton, Bourgtheroulde - Thuit-Hébert, Saint-Pierre-du-Vauvray, Glos-Montfort
- Les gares de Bourth, Saint-Germain-Saint-Rémy. Tillières et Pont-Audemer ne sont plus desservies.

La loi pour l'égalité des droits et des chances, la participation et la citoyenneté des personnes handicapées no 2005-102 du 11 février 2005 se traduit par l'existence de SDA (schémas directeurs d’accessibilité) national et régional portant sur la mise en accessibilité de certaines gares de voyageurs du département.

## Transport fluvial
Le département de l'Eure n'a pas de façade maritime mais trois phares sur la Seine : Phare de Quillebeuf, Phare de La Roque (éteint), Phare de Fatouville (éteint).
Le bassin de la Seine contient le département de l'Eure qui est traversé par un réseau de 92,3 km de voies navigables (dont 42 en partage avec la Seine-Maritime).
Les canaux de Seine-Maritime et de Basse-Seine empruntent la Seine de Paris au Port du Havre. Leur point de jonction est au niveau du pont Guillaume-le-Conquérant à Rouen. Ils forment un réseau navigable pour des grands gabarits supérieurs à 1 500 tonnes. Ils sont utilisés pour le transport en bac, la navigation de bateau de plaisance et le transport de fret. Le département dispose d'un réseau pour trois tailles de gabarits :
1. Gabarit de classe no 6 pour une navigation inférieure à 18 000 tx : le Canal de Seine-Maritime, fleuve navigable sur 106 km, du Havre (Seine-Maritime) à Ablon (Calvados), Fiquefleur-Équainville (Eure), Aizier (Eure), Vatteville-la-Rue (Seine-Maritime), Mauny (Seine-Maritime), Caumont (Eure), La Bouille (Seine-Maritime), Rouen (Seine-Maritime).
2. Gabarit de classe no 5 inférieure à 3 200 tx, le canal de Basse-Seine, fleuve navigable sur 217 km, de Rouen à Saint-Pierre-lès-Elbeuf (Seine-Maritime), Martot (Eure), Sotteville-sous-le-Val (Seine-Maritime), Igoville (Eure), Vernon (Eure), Giverny (Eure), Port-Villez (Yvelines), Limetz-Villez (Yvelines).
Le transport fluvial des bacs de Seine utilise le réseau fluvial et est financé par le département de Seine-Maritime. Le bac 23 de Quillebeuf-sur-Seine ↔ Port-Jérôme a une charge supérieure à 50 tonneaux, et est conduit par un capitaine avec un mécanicien et deux matelots. Le bac embarque les voitures, camping-cars, cars de tourisme et deux-roues.
La Seine dans l'Eure est franchissable par onze points de passage dont deux barrages-écluses :
|  | Ponts          | Bacs | Viaducs ferroviaires | Passerelles piétonnes    |
|  | en service : 7 | 1    | 1                    | passerelle : écluses : 2 |

- Ponts en service : Pont de Tancarville, viaduc de Criquebeuf, pont de Pont-de-l'Arche, pont de Saint-Pierre-du-Vauvray, pont suspendu des Andelys, pont de Courcelles-sur-Seine, pont Clemenceau (Vernon) ;
- Bac 23 : Quillebeuf - Port-Jérôme ;
- Viaduc ferroviaire : viaduc du Manoir ;
- Passerelles piétonnes : barrage de Poses-Amfreville, écluse Notre-Dame-de-la-Garenne.

Le réseau navigable est géré par l'établissement public Voies navigables de France (VNF) et des autorités telles que les commissions de sécurité.
Le département compte six ports fluviaux sur la Seine, : Martot, Poses, Les Andelys, Bouafles, Notre-Dame-de-l'Isle, Saint-Pierre-d'Autils et la halte fluviale du château des Tourelles à Vernon.
Plusieurs croisières sur la Seine sont possibles :
Le capitaine Leneveu assure une croisière Les Andelys ↔ Vernon et Vernon ↔ Giverny ↔ La Roche-Guyon ↔ Vétheuil avec son navire « Musardière II » ;
Le capitaine Dominique Polny assure une croisière Vatteville ↔ Les Andelys ↔ Vernon ↔ Giverny avec son navire « Liberté Seine » ;
La compagnie « Canal & Company » assure une croisière Paris ↔ Les Andelys avec son ferry « Anacoluthe ». La durée de la croisière est de 7 jours, elle commence le samedi à Paris, descend à Saint-Mammès et remonte la forêt de Fontainebleau, passe à Melun (dimanche), Paris, puis Mantes-la-Jolie (mercredi) et Vernon (jeudi). Le ferry emprunte l'écluse Notre-Dame-de-la-Garenne à Saint-Pierre-la-Garenne, puis arrive aux Andelys pour faire sa dernière escale au pied du Château-Gaillard après 30 kilomètres. Le vendredi matin, retour à Paris.
Plusieurs compagnies assurent une croisière Paris ↔ Giverny ↔ Rouen ↔ Le Havre : 
- La compagnie « Global River Cruises » avec son ferry « River Baroness »[47] ;
- La compagnie « Viking River Cruises » avec son ferry « Viking Seine »[48] ;
- La compagnie CroisiEurope avec ses trois ferries « Renoir », « Seine Princess » et « Rhône Princess » ;
- La compagnie « Grand Circle Cruise Line » avec son ferry « Bizet »[49].

La liaison HAROPA (HAvre ROuen PAris) est assuré par CMA CGM (service « Dunkrus »).
3. Gabarit de classe no 0 pour une navigation inférieure à une tonne.
Le réseau de rivières est utilisé pour la navigation de barques de pêches et autres moyens de loisirs nautiques.

## Transport aérien
Le département de l'Eure possède quatre aérodromes :
Sur les 2,9 millions de passagers résidents normands, 47 % utilisent Roissy, 34 % Orly, 11 % Deauville-Normandie (130 200 passagers) et 8 % et pour les autres : Beauvais - comptabilise 80 000 passagers, Rennes, Nantes, etc.
Les aéroports haut-normands ont vu 26 300 passagers (2012) : 85 % (22 527) passagers ont fréquenté l'aéroport du Havre-Octeville.
L’aéroport Rouen Vallée de Seine accueille près de 60 000 passagers annuels, soit 30 000 pour l'aller et autant pour le retour.

## Transports en commun urbains et périurbains
Évreux Portes de Normandie, Seine Normandie Agglomération, la Communauté d'agglomération Seine-Eure, la commune de Pont-Audemer et la commune de Bernay sont autorités organisatrices de la mobilité sur leur territoire et organisent des services de transport dans leur ressort territorial. Il n'existe que des réseaux d'autobus et de transport à la demande dans ces AOM. En raison de l'extension géographique des trois premières, certaines communes mêmes importantes (Les Andelys) ne sont pas desservies par ces réseaux de transport urbain mais par le réseau régional Nomad.

## Modes doux

### Marche à pied
La Fédération Française des Associations des Chemins de Saint Jacques de Compostelle assure le balisage « jaune et bleu » du « chemin anglo-normand » du Chemin de Compostelle. Commençant à Dieppe, le chemin traverse le département de Seine-Maritime,, jusqu'à Elbeuf, pour rentrer dans le département de l'Eure à Saint-Cyr-la-Campagne. Il traverse Quatremare, Les Landes Canappeville, Évreux, Grossœuvre, Jumelles, Coudres, Illiers-l'Évêque, Mesnil-sur-l'Estrée, où il franchit l'Avre pour rentrer dans le département d'Eure-et-Loir à Muzy et rejoindre à Tours la « Via Turocencis » qui rejoint le Chemin de Saint-Jacques à Saint-Jean-Pied-de-Port.
Une variante existe entre Dieppe et Chartres via Le Neubourg.
L'association les Chemins du mont Saint-Michel assure le balisage « bleu cyan » des chemins menant au Mont-Saint-Michel. Les Chemins de Saint-Michel empruntent souvent des sentiers de GR (grande randonnée). Pour éviter trop de balisage, seul le balisage GR est indiqué.
Le département est traversé par deux chemins du Mont-Saint-Michel : Le « chemin de Rouen » et le « chemin de Paris ».
- Le « chemin de Rouen »[65] venant des Flandres, traverse la Picardie, la Seine-Maritime où il arrive à La Bouille[66], quitte la Seine-Maritime et entre dans l'Eure à Caumont. Il traverse La Trinité-de-Thouberville, Barneville-sur-Seine, Bosgouet, Bourg-Achard, Bouquetot, Flancourt-Catelon, Illeville-sur-Montfort, traverse la forêt de Montfort, traverse Appeville-Annebault, Montfort-sur-Risle. Il suit la vallée de la Risle, traverse Glos-sur-Risle, Pont-Authou, Le Bec-Hellouin, où est l’abbaye du Bec Hellouin, Brionne, Fontaine-la-Soret, Serquigny, suit la vallée de Charentonne, traverse Fontaine-l'Abbé, Saint-Léger-de-Rôtes, Valailles, Menneval, Bernay, Saint-Aubin-le-Vertueux[67], Saint-Quentin-des-Isles, Ferrières-Saint-Hilaire, Chamblac, Broglie, Saint-Aubin-du-Thenney, La Chapelle-Gauthier où il quitte l'Eure pour entrer dans l'Orne à La Vespière et Orbec. Au Pont-de-Vie, près de Vimoutiers, il traverse les marches du pays d’Auge, et arrive à Trun qui rejoint le chemin de Bretagne en provenance de Paris et se termine enfin au Mont-Saint-Michel.
- Le « chemin de Paris »[68] venant de Munich, Cologne et Bruxelles, traverse la France et arrive à Paris. Partant du pont de Saint-Cloud le chemin partage jusqu’à Dreux le chemin suivi par les pèlerins de Saint-Méen, dans le diocèse de Rennes : il suit le GR 2, 22, 11, 1, 22 jusqu’à Dreux. Après Dreux, il entre dans l'Eure à Nonancourt, passe par Verneuil-sur-Avre[69], Mandres, Francheville, Bourth et la Chaise-Dieu-du-Theil où il quitte l'Eure pour entrer dans l'Orne à Chandai et rejoindre L’Aigle et enfin le Mont-Saint-Michel.

La FFRP (Fédération Française de la Randonnée Pédestre) de l'Eure a balisé huit sentiers de GR (grande randonnée) dans le département : 2, 22 « De Paris au Mont-Saint-Michel », 23, 26b, 35, 222 et 224 « Chemin de la Vallée de la Risle ».
Le Comité départemental de l'Eure de l'association « FF randonnée » supervise les sentiers du département : 5 100 km dans l'Eure pour 41 PR (84 PR pour le site internet « eure-tourisme.fr »). Le parc régional de Brotonne propose 1 200 km de sentiers balisés.
Nombre de km effectué par un marcheur à pied : Espace à dominante rurale : 0,77 ; Commune polarisée AU jusqu'à 99 999 habitants : 0,85 ; Pôle urbain AU jusqu'à 99 999 habitants : 0,75 ; Commune multipolarisée : 0,72.

### Vélo
Le Département de l'Eure comporte 525 km de routes cyclables,, :
L'Avenue Verte Londres ↔ Paris permet de rejoindre à vélo Londres et Paris grâce à un tracé balisé de plus de 400 km dont 30 km dans l'Eure.
Le réseau de véloroutes est de 369 km et le réseau de voies vertes de 156 km (130 km réalisé en 2014), sur douze axes au total (6 réalisé en 2014),,,,.
À Évreux, le réseau « Cicérone » loue 15 vélos.
Nombre de km effectué par cycliste :
- Espace à dominante rurale : 2,41
- Commune polarisée AU jusqu'à 99 999 habitants : 4,29
- Pôle urbain AU jusqu'à 99 999 habitants : 2,70
- Commune multipolarisée : 2,42

### Cheval
Depuis la Première Guerre mondiale, l'automobile et le car ont remplacé le transport à cheval (calèche omnibus). Plusieurs centres équestres proposent des balades campagnardes ou des promenades en fiacres touristiques comme à Verneuil-sur-Avre.

## Transport par conduites
Les transports par canalisation (hydrocarbure, gaz, et eau) empruntent ont chacun un réseau distinct :
Deux réseaux d'hydrocarbures de plusieurs milliers de kilomètres d'oléoduc traversent le département de l'Eure : la Trapil (société des TRAnsports par PIpeLines) et le PLIF (Pipeline de L'Île-de-France).
L'oléoduc civil LHP (Le Havre - Paris), est exploité par la société Trapil dont l'État est l'actionnaire majoritaire puis par ordre décroissant Total, Elf, Esso, BP, Mobil,,. Le LHP vient du terminal pétrolier du Havre et alimente les dépôts d'Île-de-France, Caen, Orléans et Tours : 15 millions de tonnes par an, soit l’équivalent de 2000 camions par jour.
Dans l'Eure, l'oléoduc civil LHP dispose de la raffinerie Petroplus à Ecouis et deux stations relais (Ecouis et Vernon). Le LHP se compose de cinq pipelines : 
- Deux pipelines Le Havre - (20" - 50 cm et 10" - 25 cm) - Écouis - Vigny (Val-d'Oise) ;
- Un pipeline Gonfreville - (12" - 30 cm) - Écouis - Vigny (Val-d'Oise) ;
- Un pipeline Port-Jérôme - (32" - 80 cm) - Vernon - (20" - 50 cm) - Gargenville ;
- Un pipeline Port-Jérôme - (20" - 50 cm) - Caen.

Le PLIF (Pipeline de l'Île-de-France) souterrain est régulé par l’Établissement Pétrolier de Gargenville au compte de Total. Le PLIF transporte 6 millions de tonnes de pétrole et produits chaque année à une pression de 69 bar entre Le Havre et Grandpuits.
Le réseau de gaz est géré par GRTgaz. La région Normandie et le département d'Eure-et-Loir appartiennent à l'« Agence Normandie » qui est divisée en deux « Départements Réseaux » : Rouen (Rouen, Dieppe, Evreux - et tout le département de l'Eure, etc.) et Caen (Caen, Le Havre, Fécamp, etc.). La région Île-de-France et le département de l'Oise appartiennent à l'« Agence Île-de-France Nord ». Les deux agences appartiennent au groupe « GRTgaz Val-de-Seine »,. Le réseau des plusieurs centaines de kilomètres de gazoducs conduit des milliers de GWh de gaz consommés chaque année dans le département de l'Eure,,,, alimenté par les six points frontaliers de France, et traversant le département en deux artères l'une au nord, l'autre au sud de la Seine (canalisations de 80 à 1 200 mm de diamètre) : 
- Artère de Normandie Nord : venant de Saint-Clair-sur-Epte, elle va à Tancarville (Poste Seine Nord). Elle rejoint Le Havre ;
- Artère de Normandie Sud : venant de Saint-Illiers-la-Ville, elle va à Vernon, Saint-Pierre-du-Bosguérard, Bourneville et arrive à Marais-Vernier (Poste Seine Sud). Elle rejoint Caen.

Le réseau d'eau potable de Veolia Eau est localisé le long des routes. L’eau circule dans les canalisations à une pression de 3 à 4 bars. Les 85 000 000 m3 d'eau potable prélevés essentiellement dans les sources d’eau souterraines du département sont redistribués : 
- 55 millions de m3 pour la population ;
- 35 millions de m3 pour l'industrie ;
- 4 millions de m3 pour l'agriculture.

L'Eure possède plusieurs aqueducs transportant de l'eau potable dont l'aqueduc d'Évreux.

## Transport par câbles
Le réseau de distribution électrique et de communications électroniques sont transportés par câble le plus souvent aériens.
L'Eure consomme 1840 Ktep par an sur lequel 91,8 % est fournie par plusieurs centaines de GWhef par cogénération (gaz naturel, sous-produits de raffinerie) et de la Seine-Maritime et 151 ktep (8,2 %) sont produits par le département de l'Eure sur plusieurs sites (2009) : 
- 1385 GWhef 78,9 % par son UIOM[110],[111] (unités d'incinération d'ordures ménagères) à Guichainville dont la biomasse (93 GWhef, 0,9 %) - bois & matières organiques est de 678 MW[112] ;
- 193 GWhef 11,0 % : agro-biocarburant ;
- 108 GWhef 6,2 % : cinq centrales éoliennes[113],[114],[115],[116] de 159,5 MW : Montdidier[117], Beganne[118], La Viéville (Campigny), Quittebeuf[119], Blandey (Roman)[120], en projet : Le Thil-en-Vexin, Tourny, Vesly, Puchay[121],[122],[123] ;
- 21,3 GWh 1,8 % : Aérothermie et Géothermie ;
- 22 GWh 1,3 % : centrale solaire photovoltaïque[124] ;
- 1,2 % : PAC ;
- 14 GWh 0,8 % : barrage-écluse hydrolien de 17,26 MW ;
- 10 GWh 0,6 % : méthanisation[125] ;
- 1,6 GWh 0,1 % : Solaire thermique[126].

Le réseau de distribution électrique est complexe, les milliers de kilomètres de câbles aériens longent parfois les routes et chemins et traversent parfois des champs.
Le réseau de communications électroniques régie par France Télécom suit principalement les routes et se composent de trois niveaux : 
- niveau national et international : réseau de transport ;
- niveau départemental ou régional : réseau de collecte ;
- niveau local : réseau de desserte qui raccorde les clients avec la boucle locale de cuivre téléphonique et la boucle locale optique.

Le département de l'Eure, est réseauté par 277 000 lignes fixes téléphoniques concentrées autour de 170 centraux téléphoniques, tous équipés en ADSL, dont 80 dégroupés (47 %). L'Eure possède 370 km de fibre optique exploités par Altitude Infrastructure sous l'appellation « Net27 ». La société Completel et Altitude Telecom, qui a racheté la société Broadnet anciennement appelé Altitude Développement, utilise des fréquences de boucle locale radio de la bande 26 GHz dans la région Normandie.
L'offre en communication fibre optique du GEA (Grand Evreux Agglomération) est fournie par SFR et Orange. Louviers et Vernon sont couverts par Orange.
La dénomination sociale de l'opérateur déclaré au sens de l’article L. 33-1 du CPCE du département de l'Eure est « Régie Intercommunale d’Énergies et de Services ».

## Cadre législatif et réglementaire
Les grands projets d'infrastructure sont listés, comme dans le reste de la France, par le schéma national des infrastructures de transport (SNIT) lequel suit la politique européenne des transports.
La loi française du transport assigne le conseil régional de Normandie responsable de l'organisation des transports collectifs et de fret : transport ferroviaire, transport routier, transport fluvial, et transport aérien.
Le département de l'Eure finance 7 191 750 € pour son plan climat-énergie territorial entre 2012 et 2017. Le conseil général de l'Eure finance des travaux permettant de développer des services associés dans les lieux de pratique de l’inter-modalité (750 000 €). Les locaux destinés aux transport représentent 108 000 m2, soit 2 % des surfaces tertiaires par branche dans l'Eure.
Plusieurs autres institutions contribuent à l'organisation et l'analyse des transports dans l'Eure :
- La Direction régionale de l'environnement, de l'aménagement et du logement (DREAL)[135] Normandie pilote la politique de l'État en matière de transport
- L'agence d'urbanisme de la région du Havre et de l'estuaire de la Seine (AURH) organise le transport de marchandises sous la dénomination « Seine Gateway » en collaboration avec les acteurs de la logistique : port du Havre et port de Rouen, ports de Paris, ports normands associés, Voies navigables de France, région Normandie, « Logistique Seine Normandie »[136] et les agences d'urbanisme de l'Axe Seine.
- L'ORTeM (Observatoire Régional des Transports et des Mobilités) de la DREAL Normandie analyse le transport de personnes et de marchandises[137].

## Tarification
Le département de l'Eure avait mis en place une tarification unique à 2 € pour ses réseaux de cars seinomarins et de cars eurois. La tarification régionale « HN'Go » du système billettique multimodal « Atoumod » qui fédère les 15 AOT (autorités organisatrices des transports) collectivités responsables du transport en région Normandie et permet d'utiliser à la fois les transports communaux (bus), départementaux (car) et régionaux (TER, et car). Le conseil général de l'Eure finance le site internet d'information aux voyageurs pour 20 000 €/an et la billettique unique à carte à puce 135 000 €/an (investissement initial de 800 000 €).
La tarification régionale « HN’Go » du système billettique multimodal « Atoumod » des transports collectifs de la région Normandie permet d'utiliser à la fois les transports intercommunaux (vélopartage, bus), des départements de l'Eure et de la Seine-Maritime (car) et de la région Normandie (trains et cars TER).
Les autres moyens de transport et leurs infrastructures sont offerts ou payants par l'usager en fonction des contraintes de l'exploitant qui en est le propriétaire (compagnie privée ou collectivité publique) et qui est chargé de sa mise en valeur et de son entretien en région Normandie.
Seulement 1,5 % des agents eurois possèdent un abonnement de transport en commun, train ou bus. Le Département rembourse la moitié du prix des abonnements des transports collectifs en tarif seconde classe.

## Nuisances et impacts environnementaux des transports
Le projet de SNIT (Schéma national des infrastructures de transport) de 2011 reconnait comme principaux « effets localisés des infrastructures » dont il convient de « réduire la portée », plusieurs pollutions : sonore, marine, lumineuse, olfactive, azotée, acido-particulaire, de l'air, de l'eau, et des sols.
Le bruit des transports gêne 23 % des ménages français (2004). « Un niveau de bruit égal ou supérieur à 65 dB A (Décibel A) entre 8 heures et 20 heures » gêne 12,3 % de la population (1986).
Dans l'Eure, les transports consomment 525 ktep d'énergie soit 29 % de l’énergie totale du départemental qui est de 1 840 ktep/an (en 2005) dû à un habitat majoritairement rural qui accroît les déplacements en voiture et dû à un bon niveau de maillage routier (autoroutes A13 et A28, la RN 154) : 
- 53,5 % : VP (voitures particulières) : diesel 196 125 (66,4 %), essence 98 181 (33,2 %), GPL 1 176 (0,4 %), et électriques 11 (0,004 %) ;
- 28,4 % : PL (poids-lourds) ;
- 16,5 % : VUL (Véhicules Utilitaires Légers <3,5 tonnes) ;
- 1,1 % : TCI (Transports Collectifs Interurbain - cars) ;
- 0,4 % : TCU (Transports Collectifs Urbain - bus) ;
- 0,1 % : Deux roues motorisés (motocyclettes et motos).

Les voitures particulières sont les plus consommatrices d’énergie (281,0 tep/an, 53,5 %) suivies des poids-lourds (149,1 tep/an, 28,4 %), des véhicules utilitaires (86,8 tep/an, 16,5 %). Les plus économes : les TCU car (5,9 tep/an, 1,1 %), les TCU bus (0,3 tep/an, 0,4 %), et les deux roues motorisées (1,9 tep/an, 0,1 %).
La « Mobilité quotidienne locale – semaine » (domicile ↔ travail) consomme 75 % d'énergie.
Les émissions de GES (Gaz à Effet de Serre) suivent celui des consommations énergétiques : les transports de personnes représentent 15 % de la consommation d'énergie et des émissions de GES du département (2008) : l'Eure émet 5 300 kte CO2 et 379 ppm (parties par million). Le transport émet 1440 kte CO2 soit 27 % (en 2005). Les employés du secteur routes et transports individuels et collectifs du CG27 émettent 21 000 à 21 104 te CO2, soit 60 % à 63 % des émissions de GES. La consommation de carburant du parc de véhicules de transports collectifs est de 70 %.
Les VP (voitures particulières) sont les plus consommatrices d’énergie (774 038 te CO2 /an, 53,77 %) suivies des poids-lourds (405 169 te CO2 /an, 28,14 %), des véhicules utilitaires (237 659 te CO2 /an, 16,51 %). Les plus économes : les TCU car (16 319 te CO2 /an, 2,05 %), les TCU bus (30 te CO2 /an, 0,04 %), et les deux roues motorisées (19 te CO2 /an, 0,77 %).
Les mobiles à moteur thermique émettent 15 811 à 15 866 te CO2  soit 47 % des sources d'émissions et 73 % des émissions totales du secteur Routes et Transports, ainsi qu'une teN2O. Les émissions de gaz à effet de serre (GES) du Transport sont essentiellement dues aux poids-lourds diesel qui ont un facteur GES supérieur à celui des véhicules légers à essence.
Les déplacements domicile ↔ travail émettent de 1 900 te CO2e soit 5,5 % (4 000 teCO2 pour le secteur social dû là la prépondérance de l’usage de véhicules particuliers et 1 735 teCO2 pour le secteur Routes et Transports) ainsi qu'une téqCH4. Les déplacements professionnels émettent 300 te CO2e soit <1%,.
Pour le déplacement, les transports de personnes (289 ktep, 797 kte CO2) devance le fret (236 ktep, 643 kte CO2) : le conseil général de l'Eure gère sept organismes de transport en commun qui émettent des GES (TeCO2) chaque année : 
- Grand Rouen : 180 TeCO2 ;
- Car Jacquemard[147] : 3 693 TeCO2 ;
- Keolis Eure : 5 833 TeCO2 ;
- Corneville : 2 381 TeCO2 ;
- TVS (transports du Val de Seine) : 1 700 TeCO2 ;
- Elbeuf : 1 120 TeCO2 ;
- Alençon : 53 TeCO2 ;

Total : 14 961 te CO2.
Les GES entrainent une augmentation mondiale moyenne de la température de l’air près de la surface de la Terre de 0,74 °C entre 1906 à 2005 et pronostiqué de 1.8 à 4 °C à 2100.
L'augmentation de 10 µg/m3 d’ozone augmente la mortalité respiratoire de 1,2 %, la mortalité cardiovasculaires de 1,1 % et toute mortalité humaine de 0,7%.
L'Ademe, Air Normand, les départements de l’Eure et Seine-Maritime ainsi que les bureaux d’études Énergies Demain, Artélia et Explicit ont élaboré le SRCAE (schéma régional climat air énergie) qui a été approuvé par le Conseil régional de Haute-Normandie et arrêté par Pierre-Henry Maccioni préfet de la région Haute-Normandie, préfet de la Seine-Maritime et qui fixe trois objectifs suivant le paquet climat-énergie de l'UE en 2020 : 
- - 20 % d'énergie consommé ;
- - 20 % d'émissions de GES ;
- + 20 % d'EnR (énergies renouvelables) dans le bouquet énergétique.

Pour atteindre les trois objectifs le Conseil général de l'Eure finance 7 191 750 € dans plusieurs actions dont : 
- Faciliter les déplacements bas carbone des Eurois : transports en commun et la participation au dispositif Atoumod (850 000 €), covoiturage (1 250 000 €) ;
- Entretenir et gérer le réseau routier départemental durablement avec une certification route durable CERTIVEA de la FRTP[154] (Fédération Régionale des Travaux Publics) comme la déviation de Bourg-Achard. Sur la période 2015 2016, 6 975 000 € sont prévus sur les routes destinées à être certifiées route durable ;
- Engager un PDA (Plan de Déplacement Administration) par les formations à l’écoconduite (5 000 € par an renouvelable sur 4,5 ans), renouvellement de 200 véhicules hybrides ou électriques (160 000 €) ;
- Aménagement et équipement des parcs de stationnement : local vélo (1 500 €), place de stationnement automobile (15 000 €), borne de recharge électrique 2h (10 000 €), borne de recharge rapide 10 min (35 000 €).